# Котирюсся

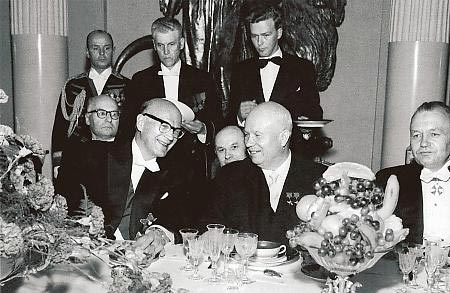
Никита Хрущев на праздновании 60-летия Урхо Кекконена.

Котирюсся (фин. Kotiryssä, рус. Домашный русский)— финский политический термин обозначающий знакомых влиятельных советских граждан.

## Значение
Обычно «Котирюсся» были дипломатами из Советского посольства. Особенно ценными считались представители так называемой «партийной линии» а точнее офицеры КГБ, работавшие в дипломатическом статусе, которые обеспечивали прямую связь с Коммунистической партией Советского Союза и её Центральным Комитетом. Из президентов Финляндии Урхо Кекконен и Маунo Койвисто поддерживали связь с Москвой непосредственно через своих Котирюсся, а точнее — начальников резидентуры КГБ в Хельсинки.

## История термина
Происхождение или автора термина «kotiryssä» (в переводе с финского — «домашний русский») неизвестны. Сообщается, что в первые годы деятельности Общества Паасикиви (Paasikivi-seura) законодательный советник Ларс Дуфхольм спросил Яна-Магнуса Янссона на шведском «Har du någon hemryss?» (У тебя есть домашний русский?). Журналиста Эркки Раатикайнена также считают одним из первых, кто использовал этот Термин.
Широкой публике термин kotiryssä стал, вероятно, известен впервые в 1981 году благодаря книге Tamminiemen pesänjakajat («Наследники Тамминиеми»), опубликованной под псевдонимом Lauantaiseura. Книга раскрыла масштабы и систематичность института «kotiryssä». Согласно книге, причиной зарождения института kotiryssä стала нечистая совесть финских политиков по поводу обращения с Борисом Ярцевым, секретарем миссии советского посольства, перед Зимней войной 1938—1939 годов.
Каждый карьерист — партийный и промышленный лидер, член парламента, политик или лидер молодежного движения — старается обзавестись своим собственным контактным лицом с Техтаанкату. Самым важным политикам такой контакт предоставляется по инициативе самого посольства. Политики называют своих контактов "kotiryssä"

Встречи с "kotiryssä" проходят регулярно за ланчем, его приглашают в сауну в отелях Palace, Hesperia или в сауне штаб-квартиры партии, а иногда также в дом, на дачу или на лыжные прогулки в Лапландию. В ответ "kotiryssä" следит за тем, чтобы политик регулярно получал приглашения на приемы и в сауну посольства.Tamminimen pesänjakajat

## Сущность Котирюсся
По подсчетам исследователя Киммо Рентолы, в конце 1970-х в структуре «kotiryssä» на Техтаанкату работало десять сотрудников, поддерживавших контакты примерно с 70 финнами. В списке встречаются пересечения, так как один сотрудник мог курировать несколько финских контактов. Наиболее активным был секретарь посольства Альберт Акулов, у которого было 24 финских контактов. Возможно, самым известным «kotiryssä» был Виктор Владимиров, министр-советник и резидент КГБ в Хельсинки, поддерживавший связь с президентом Урхо Кекконеном и несколькими высокопоставленными политиками. Именно благодаря книге Tamminiemen pesänjakajat имя Владимирова стало известно широкой финской аудитории.
По оценке Службы государственной безопасности Финляндии (SUPO) в 1970-е годы, в «аллергичной» атмосфере страны финским чиновникам порой было почти невозможно вежливо отвергнуть предложения настойчивых советских собеседников, подталкивающих их к действиям в интересах СССР. С другой стороны, финны, сотрудничавшие с КГБ, могли надеяться, что в обмен получат возможность повлиять на решения Москвы. В книге Tamminiemen pesänjakajat говорится, что в начале 1980-х информированность финской политической элиты была настолько высокой, что глава SUPO Сеппо Тиитинен был вынужден провести с парламентским комитетом внешних дел предупредительную беседу о рисках системы «kotiryssä» и излишней болтливости.
Бывший заместитель министра иностранных дел Финляндии Кейо Корхонен отмечал, что представители КГБ в Хельсинки прошли в Москве строгий отбор и тщательную подготовку, должны были неукоснительно следовать официальной линии советского правительства, и тех, кто склонен к независимому мышлению, вероятно, исключали на ранних этапах. По словам Корхонена, при обсуждении международной политики создавалось ощущение, что читаешь газету Правда или восточногерманскую Neues Deutschland. Он считал, что взаимодействие с «kotiryssä» ограничивалось дипломатическим уровнем, и личная дружба была невозможна.
Согласно доктору Юкке Тарке, продуманные встречи с «kotiryssä» могли быть полезны и для Финляндии. Высокопоставленные сотрудники КГБ делились с финскими собеседниками информацией о советском видении и планах, что позволяло лучше понимать политическую ситуацию. Например, председатель Центрального союза работодателей Финляндии Пяйвиё Хетемя обсуждал с Альбертом Акуловым и Михаилом Котовым западные интеграционные решения и политику нейтралитета Финляндии. Генеральный директор Совета по экономике Макс Якобсон поддерживал связь с Виктором Владимировым во время президентских выборов в начале 1980-х.

## Упадок Котирюсся
В 2015 году газета Helsingin Sanomat сообщила, что институт kotiryssä в значительной степени прекратил своё существование. Сотрудники российского посольства больше не поддерживают связи ни с финскими политиками, ни с журналистами. По словам Макса Якобсона, изменения начались в конце 1984 года, когда Виктор Владимиров, часто появлявшийся в публичном пространстве, был отозван в Москву. На его место был назначен менее заметный Феликс Карасев.

## Известные Котирюсся
- Виктор Владимиров — Офицер КГБ был Котирюсся для элитных финских политиков, включая президента Финляндии Урхо Кекконена.[10]
- Феликс Карасев — офицер КГБ, сменил Владимирова в 1985 году.
- Владимир Степанов — Офицер КГБ, а затем советский посол в Финляндии.[11]
- Сергей Иванов — Офицер КГБ в Финляндии на протяжении шести лет в 1980-х годах после предполагаемой депортации из Великобритании. Работал непосредственно под руководством Карасева. Позже — высокопоставленный член российского правительства.[12]